# Розправа над невинними (Рубенс)
Розправа над невинними (анг. Massacre of the Innocents) - картина Пітера Пауля Рубенса, що зображує епізод біблійного вбивства немовлят у Вифлеємі, про яке розповідається в Євангелії від Матвія (2:13-18).

## Історія
Останній варіант з цим сюжетом був написаний близько 1611 року. До 18 століття вона перебувала в колекції у Відні, Австрія, разом з іншою картиною Рубенса "Самсон і Даліла". Вона була вилучена з колекції Віченціо Фанті в 1767 році й приписується одному з помічників Рубенса — Яну ван ден Гекке. Таким він залишався до 1920 року, коли був проданий до колекції знатної австрійської родини. У 1923 р. її було передано до монастиря на півночі Австрії.
У 2001 році Джордж Гордон, фахівець з фламандського мистецтва та творчості Рубенса, побачив картину на аукціоні "Сотбіс" у Лондоні. Незабаром він зрозумів, що це була справжня картина Рубенса, оскільки вона мала ті ж характеристики, що й інші картини того періоду. Він був проданий 10 липня 2002 року за 49,5 млн. фунтів стерлінгів (близько 76,2 млн. доларів США). Пізніше було встановлено особу покупця: ним став канадський барон Кеннет Томпсон, який вважається найбільшим канадським колекціонером. Ціна була і станом на січень 2007 року залишається найвищою, яку будь-коли сплачували на аукціоні за старовинний витвір мистецтва. Після аукціону картина була передана бароном у тимчасове користування Національній галереї в Оттаві, а у 2008 році передана Художній галереї Онтаріо як частина дарунку численних творів барона загальною вартістю $300 млн.

## Аналіз
Вважається, що ця картина демонструє досвід художника, отриманий під час його перебування в Італії між 1600 та 1608 роками, де він на власні очі бачив роботи італійських художників епохи бароко, таких як Караваджо. Ці впливи простежуються в картині через драматизм та емоційний динамізм сцени, а також насиченість кольорів. Існують також докази використання світлотіні. Він також використовував фігури в техніці екорче — анатомічні статуї зі знятою шкірою, щоб вивчити, як було зроблено тіло. 

## Контекст
На момент написання першої картини Рубенса на задану тему Антверпен лише кілька років тому був втягнутий у військові дії — конфлікт, тимчасово заморожений перемир'ям 1609 року. Лише за один рік понад 8000 мешканців міста було вбито кальвіністами та католиками, коли іспанські війська, що правили Нідерландами, намагалися відбити протестантські армії. Масові вбивства були реальністю в Антверпені; за 160 кілометрів (100 миль) на північ від міста лідер протестантських повстанців принц Мауріц замовив Корнелісу ван Гарлему намалювати таку ж саму сцену для ратуші Гарлема — пропагандистську картину, що мала розповісти про звірства іспанців проти голландського народу. Антверпен, однак, залишався католицьким оплотом і став провідним центром контрреформаційної думки.